# Raïon de Kertch
Le raïon de Kertch (en ukrainien : Керченський район et en russe : Керченский район) est un ancien raïon (district) de la RSS autonome de Crimée (de 1923 à 1931). Son centre administratif était la ville de Kertch.
Il a été remplacé par le raïon de Lénine le 15 septembre 1931 avec pour centre administratif la ville de Lénine.